# 피톤치드

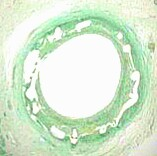
Fitoncidas Fitoncidios Phytoncide Phytoncides International Forest Medicine

피톤치드(영어: Phytoncide)는 살균성을 띠는 휘발성의 유기물로서, 단어 자체는 "식물에 의해 몰살됨"을 의미한다. 이는 러시아 레닌그라드 대학교의 생화학자인 보리스 P. 토킨(Boris P. Tokin) 박사에 의해 1928년 처음 정의되었다. 그는 특정한 식물체가 몇몇 벌레와 동물로부터 스스로가 갉아 먹히지 않도록 매우 활성적인 물질을 분비하는 것을 확인하였다. 향신료, 양파, 마늘, 찻잎, 참나무, 참죽나무, 소나무를 비롯한 여러 식물체는 피톤치드를 분비한다. 참나무는 Greenery Alcohol이라는 물질을 함유하고 있다. 마늘은 알리신을 포함하고 있다. 피톤치드는 공격하는 생물체의 성장을 저해함으로써 효과를 드러나게 한다.
또한 피톤치드는 스트레스 해소, 심폐기능 강화, 살균 작용의 효과가 있으며 공기를 정화시켜 쾌적한 기분을 느끼게하므로 숲속에서 삼림욕을 하는 효과도 얻을 수 있다.

## 같이 보기
- 타감 작용